# Старогилево
Старогилево (баш. Иҫке Гилев) — деревня в Благовещенском районе Республики Башкортостан Российской Федерации. Входит в состав Ильино-Полянского сельсовета.

## География

### Географическое положение
Расстояние до:
- районного центра (Благовещенск): 33 км,
- центра сельсовета (Ильино-Поляна): 8 км,
- ближайшей ж/д станции (Загородная): 33 км.

## Население
| 2002 | 2009 | 2010 |
| ---- | ---- | ---- |
| 0    | ↗3   | ↗9   |